# Sarnia Sting
Sarnia Sting – juniorska drużyna hokejowa grająca w OHL w dywizji zachodniej, konferencji zachodniej. Drużyna ma swoją siedzibę w mieście Sarnia w Kanadzie.
- Rok założenia: 1994–1995
- Barwy: czarno-biało-złote
- Trener: Dave MacQueen
- Manager: Alan Millar
- Hala: Sarnia Sports and Entertainment Centre

## Osiągnięcia
- Bumbacco Trophy: 2004, 2016